# Hydaticus scapularis
Hydaticus scapularis är en skalbaggsart som beskrevs av Guignot 1952. Hydaticus scapularis ingår i släktet Hydaticus och familjen dykare. Inga underarter finns listade i Catalogue of Life.